# Tassadia capitata
Tassadia capitata är en oleanderväxtart som beskrevs av W.D.Stevens. Tassadia capitata ingår i släktet Tassadia och familjen oleanderväxter. Inga underarter finns listade i Catalogue of Life.